# Aymon de Grandson
Aymon de Grandson, décédé le 21 octobre 1262, est un prélat issu du XIIIe siècle de la famille de Grandson, originaire du Pays de Vaud. Il est évêque de Genève (1215-1260), sous le nom Aymon II.

## Biographie

### Origines
La date de naissance d'Aymon,,,, ou Aimon, n'est pas connue. Il est le fils d'Ebal/Ebald IV, sire de Grandson et de La Sarraz et avoué de l'Abbaye du lac de Joux, et de Béatrice,,, qui pourrait être une fille du comte de Genève, Amédée Ier,.
Il a pour frères, : Ebald, qui pourrait avoir été évêque de Lacédémone et prieur commendataire de Baulmes ; Pierre, seigneur de Grandson ; Girard, seigneur de La Sarraz ; Henri, seigneur de Champvent ; Guillaume et Otton, chanoines du Chapitre cathédral de Lausanne ; Hugues, prieur de Payerne.

### Carrière ecclésiastique
Il est cité, pour la première fois, comme chanoine du Chapitre cathédral de Lausanne en 1209,, aux côtés de ses frères Guillaume et Otton. Il serait également chanoine de l'archevêché de Besançon,. 
Il devient après avoir été sous-diacre, chantre du chapitre, vers 1210 jusqu'en 1215,,. Sa formation se place sous l'épiscopat de Roger de Vico Pisano (1178-1212). 
Aymon de Grandson est mentionné à partir de 1215 comme évêque de Genève,. Il succède à Pierre, mentionné seulement en 1213 et à une période de vacance du siège,.

### L’enquête contre l'évêque Aymon
« Je fais la guerre parce que le comte de Genève et le sire de Faucigny la font ! », lance-t-il en réponse aux critiques du Chapitre Cathédral, sur les mesures qu'il a prises, face aux prétentions des maisons de Savoie et de Faucigny sur le temporel épiscopal. Ces méthodes, en rupture avec celles de ces prédécesseurs, nécessitèrent de profonds changements qui furent difficilement acceptés, à la fois par l'Église et la population soumise aux prélats. Elle conduisit les papes Honorius III, puis Grégoire IX à faire mener une procédure d'enquête à son encontre, à partir de 1227. Il s'agit d'une pratique courante depuis le pape Innocent III.
Les documents ayant servi à l'enquête permettent aux historiens de donner une description du personnage : « une personnalité moyenne, dépourvu de génie comme de vice majeur, raisonnablement attaché à sa fonction, apte à l'exercer, soucieux d'en recueillir les fruits ».

### Poursuite de l'épiscopat
Aymon de Grandson conduit une série de mesures innovantes propres à affermir politiquement et territorialement la puissance épiscopale. Il décida tout d'abord de consolider le siège auquel il venait d'accéder, en édifiant le château de l'Île à Genève (avant 1219), ceux de Peney à Satigny (vers 1230-1234) et en reconstruisant le château de Malval (avant 1227), celui de Jussy et celui de Thyez (entre 1227 et 1260),,.
Dans un premier temps, préférant la diplomatie à la guerre, il décide de régler pacifiquement les différends avec le comte de Genève. Le 10 octobre 1219, à Desingy, Guillaume, frère du comte Humbert de Genève, s'engage à respecter les traités conclus antérieurement avec les prélats, et se déclare vassal d'Aymon de Granson pour son comté,.
Ces manœuvres mettent l'évêque dans l'embarras, car Aymon II de Faucigny, qui évolue dans le sillage du comte de Savoie, est rival du comte de Genève. Le renforcement de l'alliance entre les seigneurs de Faucigny et la maison de Savoie, amène Aymon de Grandson à lâcher le comte Guillaume II et à soutenir Aymon II de Faucigny et la maison de Savoie.

### Résignation de sa charge et mort
En décembre 1259, Aymon de Grandson évêque de Genève vend une maison située près de l'hôpital du pont du Rhône. Cet acte est la dernière pièce connue de l'évêque Aymon. Il résigne sa charge l'année suivante. Henri Debout semble lui succéder sur le siège épiscopal de Genève.
Aymon de Grandson meurt le 21 octobre 1262,.